# Arena Szczecin
L'Arena Szczecin (conosciuta anche come Azoty Arena dal 2014 al 2017 e come Netto Arena dal 2017) è un'arena coperta a Stettino, nella Polonia nord-occidentale. Inaugurata il 1º agosto 2014, può ospitare fino a 7.403 spettatori.
L'arena è utilizzata per svariati eventi sportivi, come incontri di pallacanestro, pallamano, pallavolo, tennis, badminton, calcio, scherma, arti marziali, salto con l'asta e ginnastica artistica, oltre che per concerti musicali, spettacoli teatrali e rappresentazioni cinematografiche.